# 안솜이
안솜이(영문 이름: 실비아 안(영어: Sylvia Ahn), 2000년 1월 26일 ~ )는 대한민국의 가수이며 걸그룹 다이아의 멤버였다.

## 생애
경상남도 창원에서 출생하였고 강원도 원주에서 성장한 그녀는 2017년 다이아의 구성원으로 영입되어 데뷔하였다.
영어 회화와 치어리딩에 특기가 있다.

## 사건사고
소속사 대표를 성폭행으로 고소했다가 무고 혐의로 1심에서 징역 1년 6개월을 선고 받았으나 항소하여 2심에서 집행유예를 받았다.

## 학력
- 평원초등학교 (2013 졸업)
- 원주여자중학교 (2016 졸업)
- 서울공연예술고등학교 실용음악과 (2019 졸업)

## 출연 작품

### 텔레비전 프로그램
- 대국민 토크쇼 안녕하세요(KBS, 2017)
- 엠카운트다운 (Mnet, 2017)
- Simply K-Pop (아리랑 TV, 2017)